# Turoldo

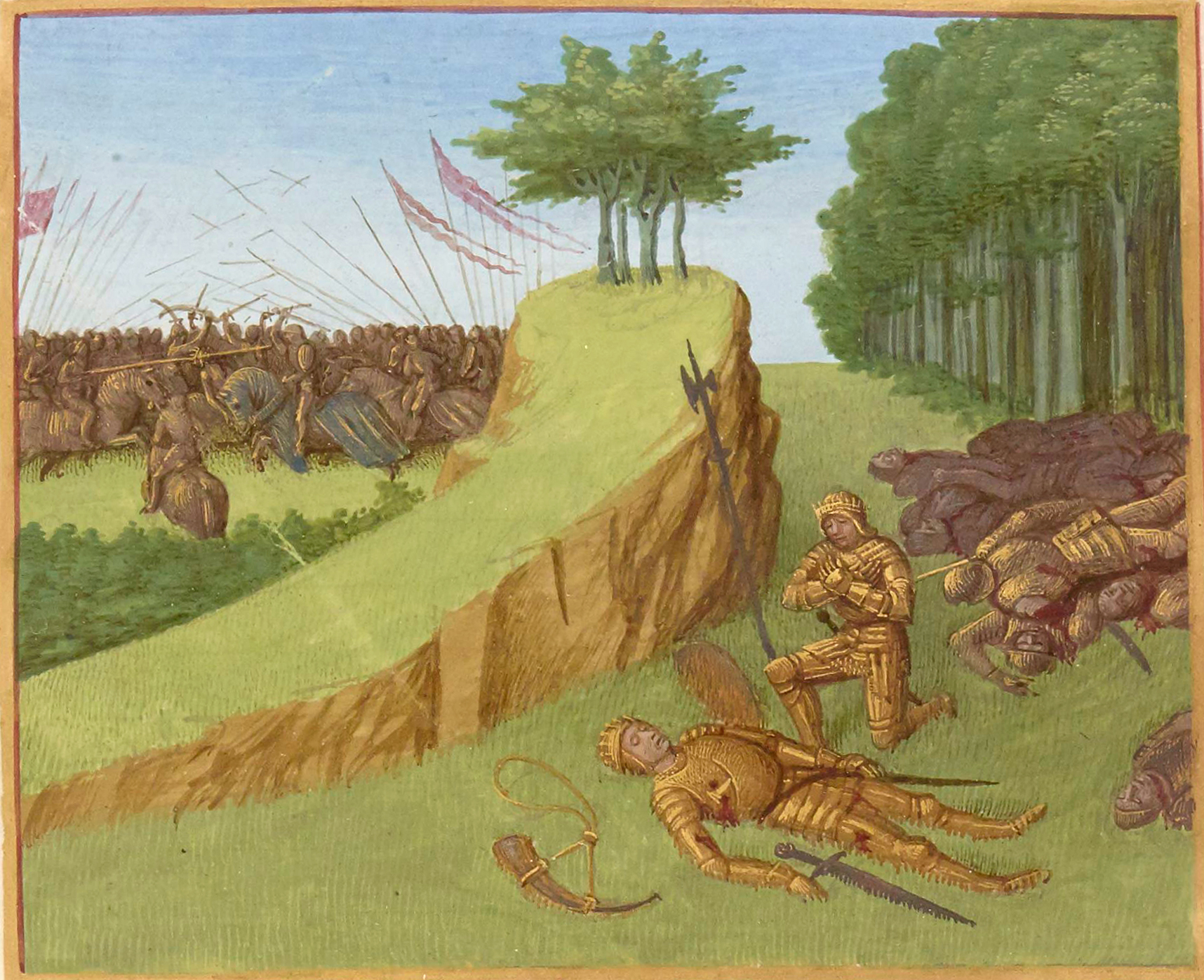
La muerte de Roldán en la batalla de Roncesvalles, de Jean Fouquet.

Turoldo es el supuesto autor del Cantar de Roldán y el nombre de un personaje enano que aparece en el Tapiz de Bayeux.

## Biografía
El nombre Turoldus aparece en la última línea de la versión más antigua del Cantar de Roldán (versión anglo-normanda que aparece en el manuscrito de Oxford, copiada hacia 1090): 

Ci falt la geste que Turoldus declinet

 Esta oración es susceptible de múltiples interpretaciones. ¿Significa que Turoldo es el autor del poema? ¿Es solo el de la redacción de Oxford o uno de sus predecesores? ¿Podría ser simplemente el copista del manuscrito? ¿Es solo un recitador? La imprecisión de la oración considerada en su conjunto hace que la respuesta sea casi imposible, porque todas las palabras son ambiguas. Geste podría designar el poema en sí, y en este caso Turoldo sería el autor, pero el término difícilmente se conciliaría con declinet, que difícilmente puede aplicarse a un juglar. Además, el significado del verbo declinar plantea un problema, ya que los traductores dudan entre «componer», «recitar», «llegar al final», etc.
El antropónimo Turoldo sugiere un origen normando. De hecho, el uso de este nombre se limita a Normandía y se encuentran numerosas ocurrencias de él en las cartas, registros y cartularios de esta provincia. Suele aparecer allí en la forma latinizada de Turoldus, al igual que en la canción. Este nombre, que dejará de utilizarse como primer nombre, continuará como apellido desde finales del siglo XII en las formas todavía atestiguadas (Théroulde, Théroude, Touroude, Troude y Throude). Proviene de un Torold más antiguo, probablemente una variante angloescandinava del antropónimo nórdico Þórvaldr (variante Þóraldr).
A pesar de la frecuencia del nombre, el Turold de la canción y el personaje que aparece en el Tapiz de Bayeux pueden ser uno y el mismo. Se ha cuestionado si en el Tapiz, Turoldo es el mensajero que habla con Guy I de Ponthieu, o el juglar al fondo que sostiene la brida de dos caballos. Esta última hipótesis gana el apoyo de especialistas en el tema.
Su presencia en el tapiz probablemente indica un vínculo estrecho con la diócesis de Bayeux y su obispo Odón de Bayeux. Su nombre también aparece en el Libro Domesday como poseedor de Odón de Bayeux en Kent.
Se han hecho varios intentos para identificar este personaje, pero no puede haber certeza. Entre los considerados se encuentran Turoldo, abad de Peterborough († 1098) y Turoldo d'Envermeu, obispo de Bayeux desde 1097 hasta 1104.